# Gemeentehuis van Sleen
Het gemeentehuis van de voormalige gemeente Sleen is een monumentaal pand aan de Brink 1 in de Drentse plaats Sleen.

## Geschiedenis en beschrijving
In de dertiger jaren van de 20e eeuw was het oude gemeentehuis van Sleen te klein geworden om alle gemeentelijke functionarissen te kunnen huisvesten. Sleen kampte in diezelfde tijd ook met een hoge werkloosheid onder de bevolking. Met hulp van een bijdrage van het rijk uit het zogenaamde "Werkfonds 1934" konden de plannen voor een nieuw gemeentehuis worden gerealiseerd. In het nieuwe gebouw was rekening gehouden met het onderbrengen van de afdeling sociale zaken met een eigen ingang. De eerste twee ontwerpen van de architect Andries Baart uit Leeuwarden werden afgekeurd, onder meer omdat deze plannen te luxueus zouden zijn. Het derde plan werd uiteindelijk uitgevoerd. Het nieuwe gemeentehuis werd op 3 oktober 1938 officieel geopend door de toenmalige commissaris van de Koningin van Drenthe De Vos van Steenwijk.
De architect heeft het gebouw vormgegeven in een neo-Hollandse renaissance stijl met trapgevels, muren van kloostermoppen, kruisvensters en smeedijzeren sierankers. Hij greep daarmee terug op vroegere bouwstijlen op een manier die verwant is aan de binnen de Delftse school toegepaste werkwijze. Ook het gebruik van het wapen van de gemeente - een schild met drie ramskoppen met twee wildeman als schildhouders - in de zuidgevel was een ontwerp van de burgemeester van Sleen Gerlof Bontekoe. Op het midden van het zadeldak staat een spits torentje met een vergulde bol en daarop een gietijzeren windwijzer. De dakkapellen zijn eveneens voorzien van zadeldaken. De entree bevindt zich aan de zuidoostelijke zijde en is bereikbaar via een uitbouw onder een zadeldak. In deze zuidoostelijke gevel bevinden zich op de verdieping drie glas in loodramen met afbeeldingen van het wapen van Drenthe, het wapen van Sleen en de Nederlandse leeuw. De uitbouw aan de achterzijde van het gebouw werd voorzien van een lessenaarsdak.
In 1948 werd er in de voorgevel van het gemeentehuis de sculptuur De Ziener van de Groninger beeldhouwer Willem Valk geplaatst, ter herinnering aan het vertrek van de Drentse afgescheidenen onder leiding van dominee Albertus van Raalte naar Michigan in de Verenigde Staten. Afgebeeld is het hoofd van Evert Zagers, een van de deelnemers aan de zogenaamde Van Raaltetrek naar Michigan.
Een uitbreidingsplan van architect Baart kon in 1953 niet worden gerealiseerd, omdat de noodzakelijke financiële middelen ontbraken. In 1957 vond er wel een interne verbouwing plaats. In de jaren 1979/1980 vond er een uitbreiding van het gemeentehuis plaats door de bouw van een vijftal paviljoens, die zowel met het bestaande gemeentehuis als onderling verbonden zijn. Het uitbreidingsplan werd ontworpen door het architectenbureau Wierenga-Dijkstra uit Coevorden.
Na de gemeentelijke herindeling per 1 januari 1998 verloor het gebouw zijn oorspronkelijke bestemming. In 2005 kreeg het gebouw en nieuwe bestemming. Het gebouw werd omgevormd tot "Multifunctioneel Centrum De Brink" en biedt ruimte aan diverse verenigingen en instellingen uit Sleen.
Het voormalige gemeentehuis is erkend als rijksmonument vanwege "het cultuurhistorische belang". Het is een van de bouwwerken uit het oeuvre van een gerenommeerd architect. De ligging op een markant punt aan de brink van Sleen maakt dat het gebouw ook een stedebouwkundig belang vertegenwoordigt.

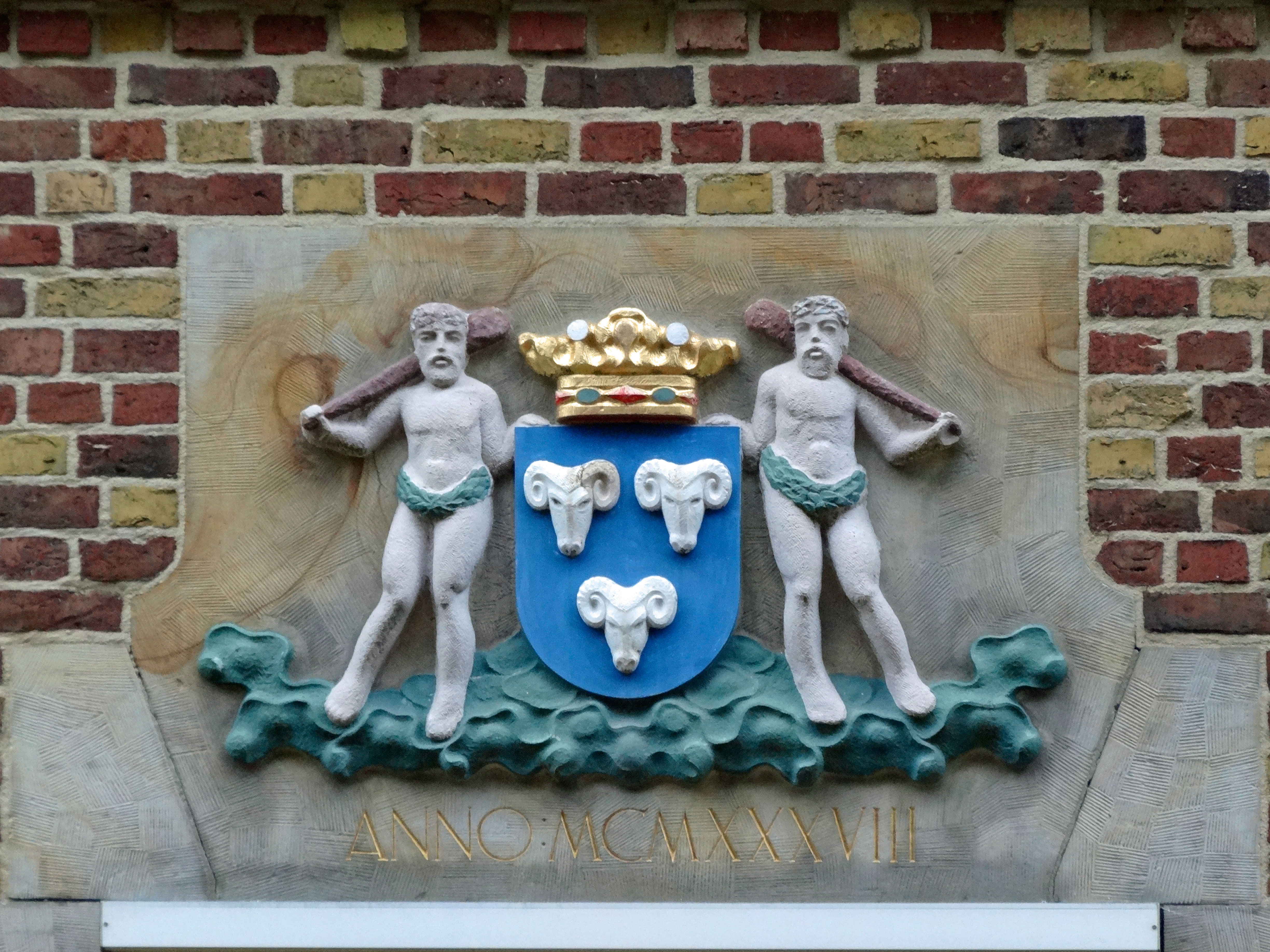
Wapen van Sleen
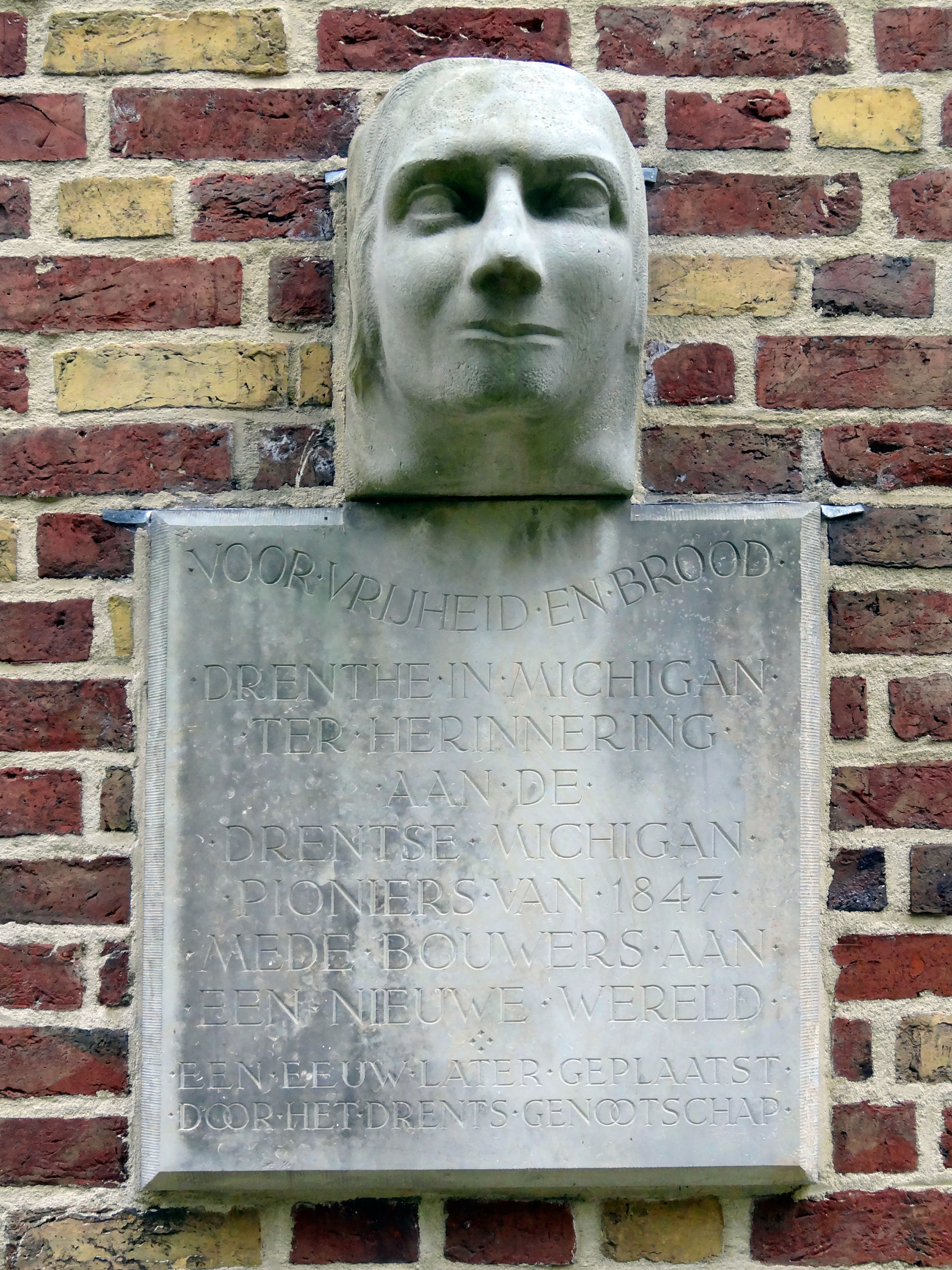
Beeld De Ziener